# Die Recyclinglüge
Die Recyclinglüge ist ein deutscher Dokumentarfilm von Tom Costello und Benedict Wermter aus dem Jahr 2022. Die Dokumentation wirft einen kritischen Blick auf die These, dass sich das Problem des Plastikmülls durch Recycling lösen ließe.

## Inhalt
Der Film beschreibt das Problem der wachsenden Menge an Plastikmüll auf der Welt und stellt es der These gegenüber, dass Plastikverpackungen durch ihre Recyclingfähigkeit umweltfreundlich seien.
In Indonesien wird die jugendliche Umweltaktivistin Nina Arisandy begleitet. Sie kritisiert, dass die großen globalen Unternehmen nicht die Verantwortung übernehmen würden für das Müllproblem, das durch die von ihnen produzierten Plastikverpackungen verursacht wird.
Es wird die Geschichte des Grünen Punkts beschrieben und darauf hingewiesen, das sich das Versprechen eines Kreislaufsystems nicht bewahrheitet habe: Da Lebensmittel in der Regel nicht in Verpackungen aus wiederverwertetem Plastik verpackt werden dürften, würden nur 5 Prozent des im Gelber Sack gesammelten Mülls wieder zu neuem Material. 40 Prozent des Plastikmülls seien minderwertiges Mischplastik und würden mithilfe hoher Subventionen zu Produkten wie Bahnschwellen weiterverarbeitet („Downcycling“). Der Rest werde verbrannt. So basierten 70 Prozent der deutschen Zementproduktion in Deutschland auf Plastikmüll als Brennstoff. Die Unternehmen würden sogar dafür bezahlt, den Müll auf diese Weise zu entsorgen.
Mit einer investigativen Recherche zeigen die Filmemacher, dass große Mengen an Plastikmüll illegal ins Ausland exportiert würden. Allerdings werde dieses zunehmend dadurch erschwert, dass die Behörden in Ländern wie China und der Türkei inzwischen konsequenter gegen diese Praktiken vorgingen.
In Bulgarien findet das Team illegalen Plastikmüll, der von der US-Recyclingfirma TerraCycle stammt und verbrannt werden soll. Die Firma wirbt damit, aus Plastikmüll Produkte wie Futterschalen oder Drachen herzustellen. Sie bekommen den Müll von Freiwilligen, die diesen säubern, sortieren und an die Firma schicken. Konfrontiert mit dem illegalen Müllexport, spricht das Unternehmen von einem „einmaligen Fehler eines Subunternehmers“. Die amerikanische Chemieingenieurin Jan Dell verklagte TerraCycle erfolgreich, weil es fälschlicherweise den Eindruck erweckt, alle Verpackungen, die das Label der Firma tragen, würden vollständig recycelt.
Die Filmemacher werfen einen kritischen Blick auf die Alliance to End Plastic Waste, der Unternehmen wie BASF und Procter & Gamble angehören. Das Projekt habe nur sehr geringe Auswirkungen auf die globale Plastikmüllproduktion und beschränke sich auf kleine Recyclingprojekte, statt eine Reduktion der Produktion von Plastikverpackungen anzustreben.
Der Film endet mit der These, dass nur eine drastische Reduktion der Plastikproduktion das Müllproblem nachhaltig lösen könnte.

## Produktion
Der Film ist das Ergebnis einer einjährigen Recherche der Filmproduktionsfirma A&O Buero und der Wirtschaftswoche. 2020 gewann das Konzept aufgrund seiner „sehr guten investigativen Ansätze“ den 9. ARD-Dokumentarfilmwettbewerb. Die Jury traf die Entscheidung erstmals einstimmig. Die Auszeichnung bedeutete eine Übernahme der Produktionskosten von bis zu 250.000 € und ein Sendeplatz im Ersten.
SRF strahlte 2022 unter dem Titel Das Recycling-Märchen einen auf großteils denselben Filmaufnahmen aufgebauten Dokumentarfilm aus.

## Rezeption
Der Bundesverband der Deutschen Entsorgungs-, Wasser- und Kreislaufwirtschaft warf den Journalisten „Täuschung“ vor. Die im Film gezeigten Zusammenhänge seien „konstruiert“,  „unzutreffend“ und lenkten von den eigentlichen Problemen ab.
Beim Green Screen Naturfilmfestival wurde der Film in der vom Naturschutzbund Deutschland gestifteten Preiskategorie Green Report ausgezeichnet. Der Film sei eine „brisante, spannende Spurensuche“, „[r]uhig erzählt, eindringlich und nicht überfrachtet“.

## Auszeichnungen
- 2020: Gewinner des 9. ARD-Dokumentarfilmwettbewerbs
- 2022: Otto-Brenner-Preis (3. Preis)[6]
- 2023: Green Screen (Kategorie: Green Report)